# Église Saint-Michel de Fribourg

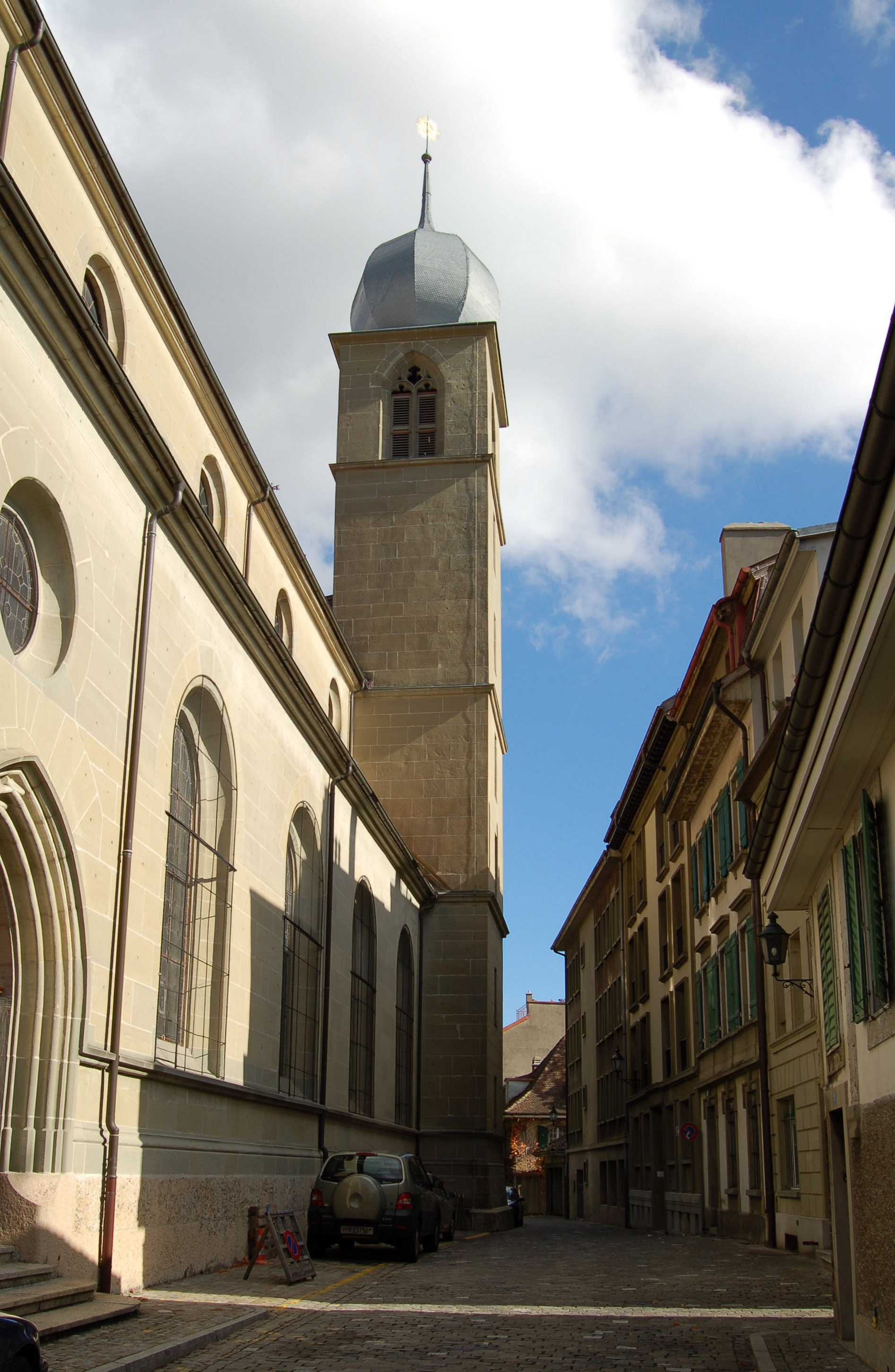
Vue de l'église du côté sud.

Pour les articles homonymes, voir Église Saint-Michel et Saint-Michel.
L'église Saint-Michel est une église catholique de Fribourg en Suisse. Elle a été bâtie entre 1603 et 1613 par les jésuites pour desservir leur collège Saint-Michel, où enseigna saint Pierre Canisius.

## Histoire et description

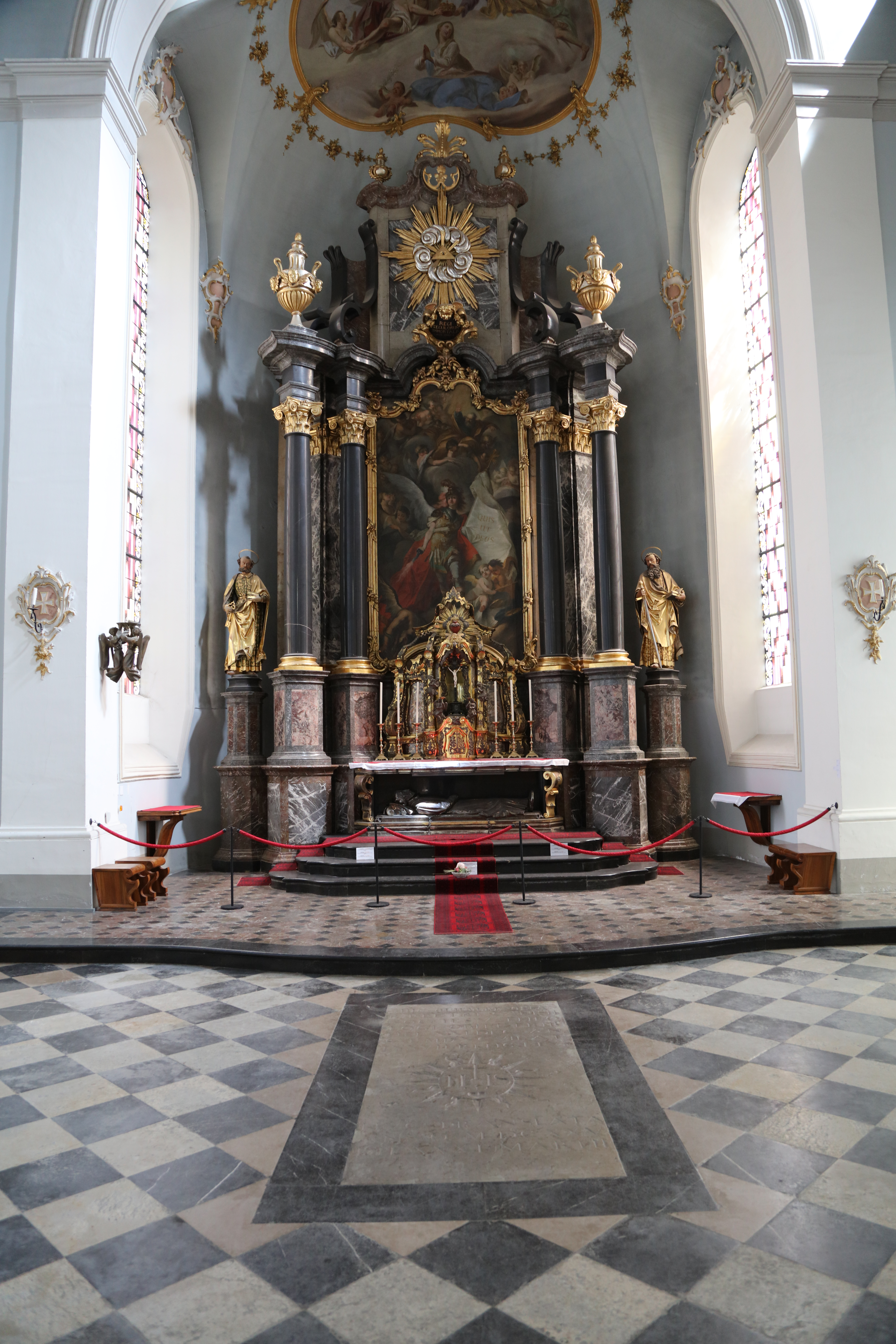
Maître-autel baroque.

L'église est construite en style gothique tardif selon les plans de Giovanni de Rosis. Entre 1756 et 1771, l'intérieur est entièrement refait en style rococo, sous la direction de Rabaliatti, assisté du peintre Ermeltraut et du stucateur Albuccio. Certaines fresques représentent la lutte entre le bien et le mal. Une restauration a lieu en 1895-1897.
L'orgue de tribune date de 1764, issu de la maison Bihler (de Constance). Il a plusieurs fois été restauré et agrandi, la dernière fois en 1998. Il possède 47 registres,. En 2023, l'orgue est mis hors service afin de permettre la restauration de la Tribune. Son avenir est incertain à l'heure de la rédaction de cet ajout.
C'est dans cette église que se trouvent une partie des reliques de Saint Pierre Canisius..

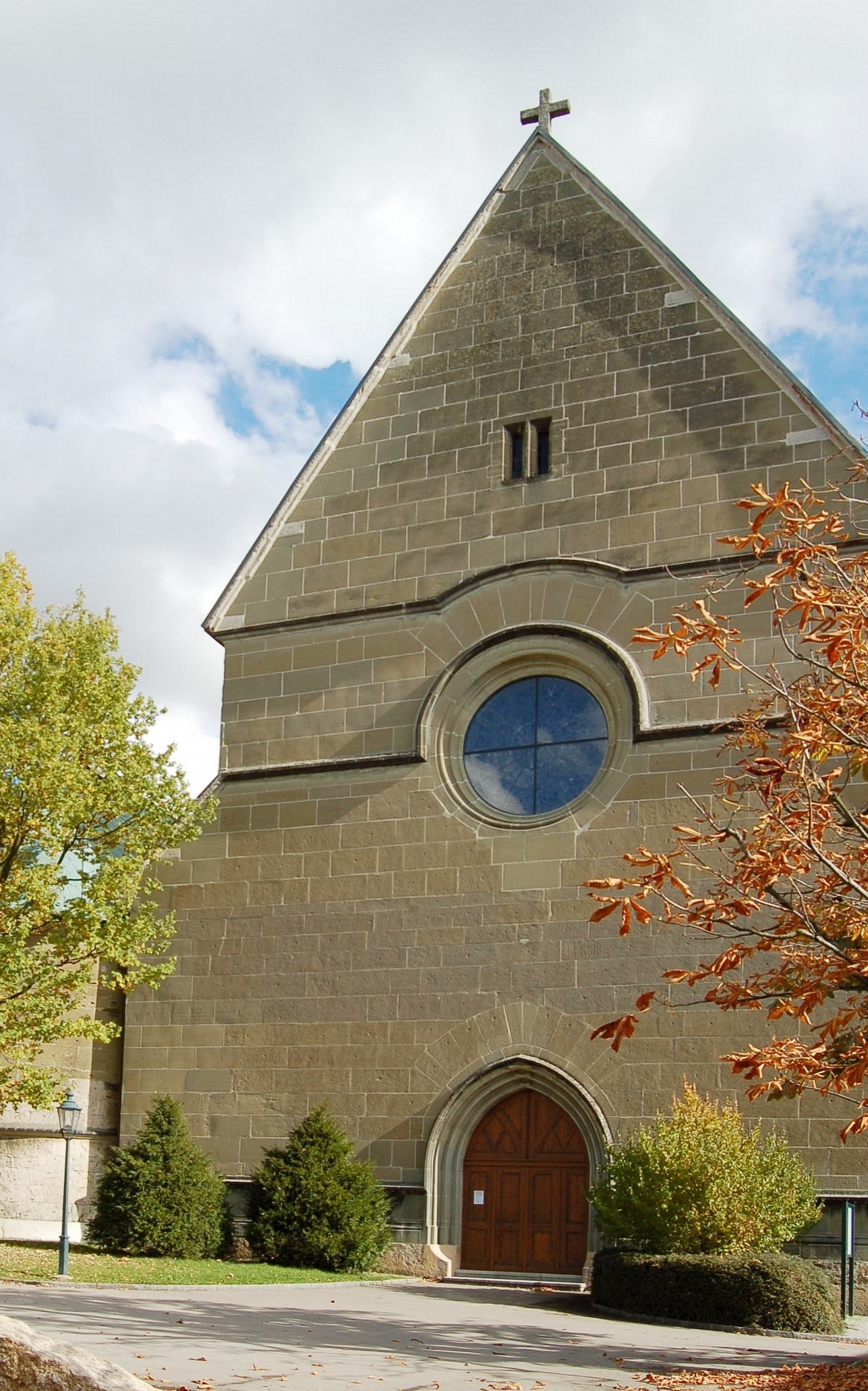
Façade Ouest
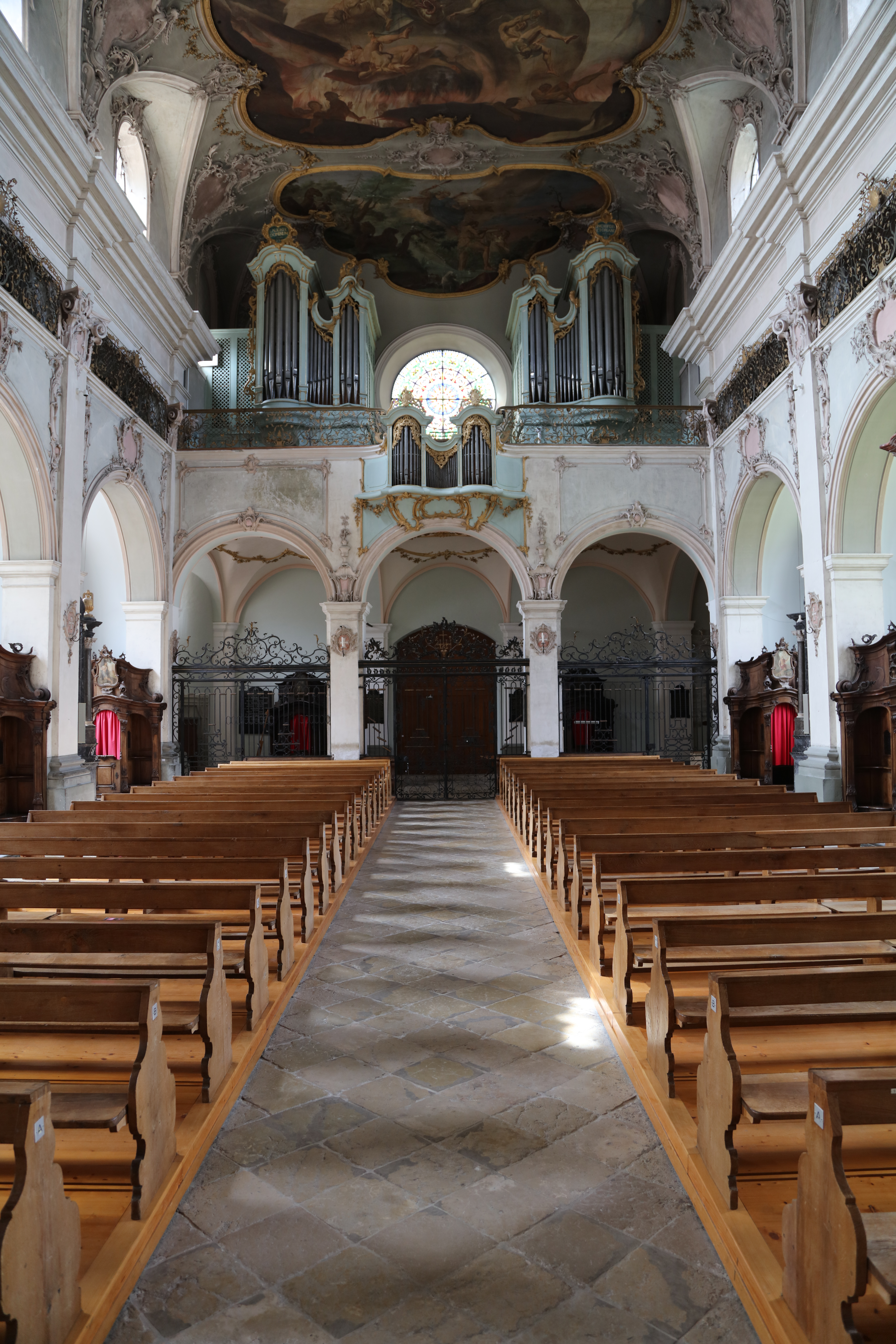
Vue de l'intérieur avec l'orgue de tribune.
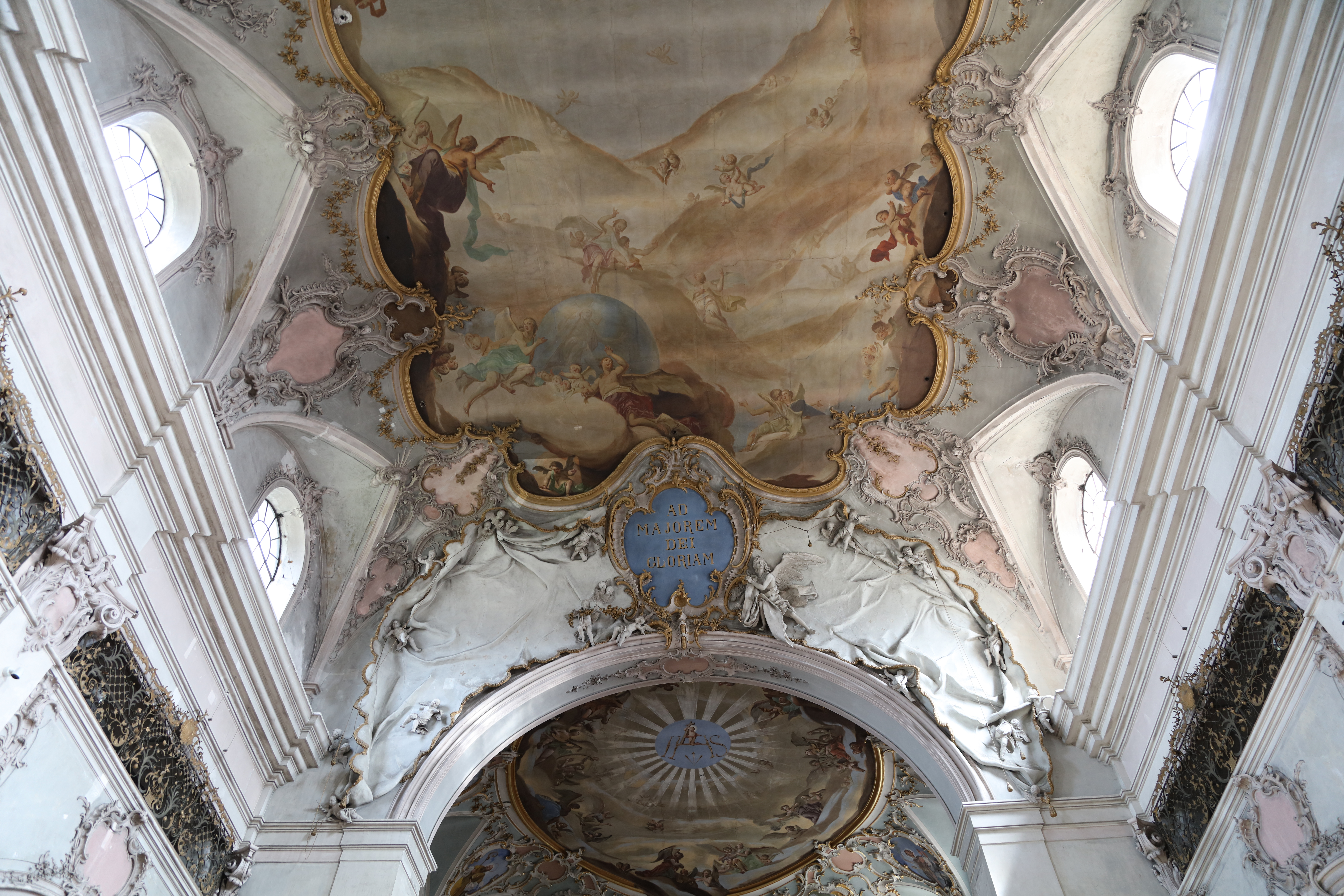
Détail de la fresque du plafond.
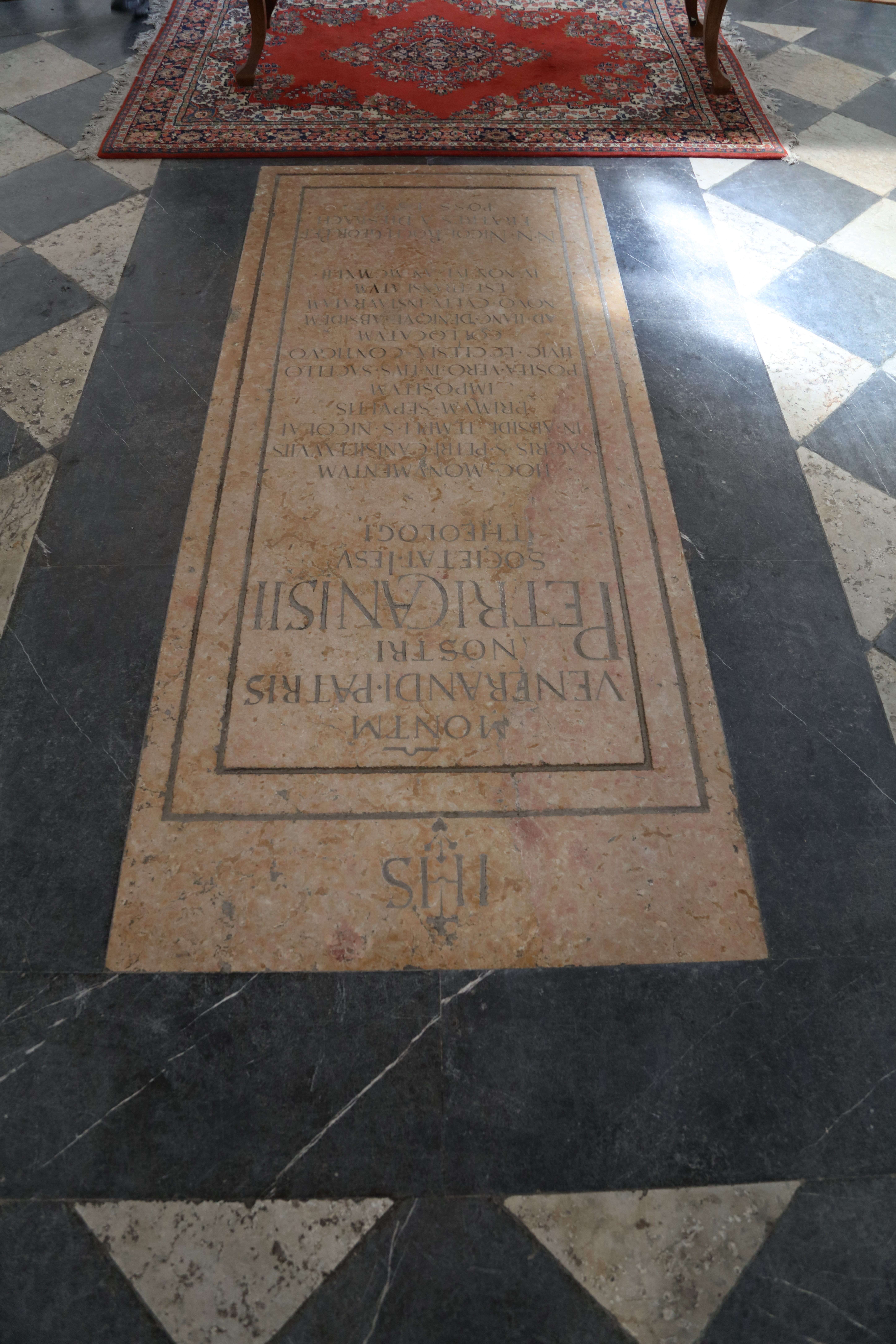
Ancien lieu de la tombe de saint Pierre Canisius